# Jukka Vastaranta
Jukka Vastaranta (* 29. März 1984 in Tampere) ist ein ehemaliger finnischer Radrennfahrer.

## Sportliche Karriere
Im Jahre 2001 sicherte sich Jukka Vastaranta den Gesamtsieg des Rad-Weltcups der Junioren und gewann den Rosendahl Grand Prix in Finnland. Ein Jahr später, bei den UCI-Straßen-Weltmeisterschaften 2002 in Zolder, holte er die Silbermedaille im Straßenrennen der Junioren hinter Arnaud Gérard und belegte somit den dritten Rang in der Gesamtwertung des Rad-Weltcups der Junioren.
In seinem ersten Jahr im Erwachsenenbereich 2003 erhielt Vastaranta einen Vertrag bei der Nachwuchsmannschaft Rabobank TT3, für das er 2003 den Flèche Ardennaise und 2004 eine Etappe der Olympia’s Tour gewann. Im selben Jahr wurde finnischer Meister im Einzelzeitfahren. Zur Saison 2015 wechselte Vatsaranta zum UCI ProTeam Rabobank. Im Juni konnte er eine Etappe der Ster Elektrotoer für sich entscheiden.
Nachdem Vastaranta von 2007 bis 2010 auf der Straße nur noch für kleinere Teams fuhr, widmete er sich in der Folge vermehrt dem Mountainbikesport und wurde mehrmaliger finnischer Meister in den Disziplinen Cross Country XCO und Marathon XCM.

## Erfolge
2001
- Gesamtwertung Rad-Weltcup der Junioren

2003
- Flèche Ardennaise

2004
- eine Etappe Olympia’s Tour
- Finnischer Meister – Einzelzeitfahren

2005
- eine Etappe Ster Elektrotoer

2009
- Finnischer Meister MTB-Cross Country XCO
- Finnischer Meister MTB-Marathon XCM

2014
- Finnischer Meister MTB-Cross Country XCO

## Teams
Straße
- 2003 Rabobank TT3
- 2004 Rabobank TT3
- 2005 Rabobank
- 2006 Rabobank
- 2007 Jartazi-Promo Fashion
- 2010 SP Tableware (bis 31. Juli)

MTB
- 2010 Trek-Brentjens MTB Racing Team
- 2011 Milka-Trek MTB Racing Team
- 2012 Team Trek-Cingolani
- 2013 Medilaser-Specialized MTB Team